# Camargo (Oklahoma)
Pour les articles homonymes, voir Camargo.
Camargo est une localité du comté de Dewey en Oklahoma.
Lors du recensement des États-Unis de 2020, la population était de 193 habitants. La population est donc en augmentation par rapport au recensement de 2010, qui faisait état de 178 habitants.

## Histoire
L'actuelle ville de Camargo faisait partie, à l'origine, de la réserve Cheyenne et Arapaho jusqu'à ce qu'elle soit ouverte à la colonisation non-indienne le 19 avril 1892. Un bureau de poste de Camargo fut créé le 16 septembre 1892.
Deux significations existent concernant le nom de la ville. L'une affirme que le nom provient d'une ville de l'Illinois, tandis que l'autre prétend que Camargo signifie " petit chien " en langue cheyenne.
L'agriculture et l'élevage sont à l'origine de l'économie de Camargo.
La Wichita Falls and Northwestern Railway (plus tard la Missouri, Kansas and Texas Railway, ou Katy) a construit une ligne en 1912 entre Leedey et Forgan (dans le comté de Beaver) qui passait par Camargo.
De la bentonite était extraite dans la région puis expédiée par voie ferrée jusqu'à ce que celle-ci cesse de fonctionner en 1972-1933.